# Amato Fakatava
Pas d'image ? Cliquez ici

a Compétitions nationales et continentales officielles uniquement.

b Matchs officiels uniquement.
Dernière mise à jour le 10 septembre 2023.
Amato Fakatava (アマト・ファカタヴァ), né le 12 décembre 1994 à Nukuʻalofa (Tonga), est un joueur international japonais de rugby à XV qui évolue aux postes de troisième ligne centre.

## Biographie
Né le 12 décembre 1994 à Nukuʻalofa, capitale des Tonga, surnommé Mato, Amato Fakatava a deux frères : son jumeau Talausamurai Fakatava dit Talau Fakatava (ja) et son frère cadet de Sosefo Fakatava (ja).
Diplômé de la Timaru Boys' High School (en) située à Timaru dans l'île du Sud de la Nouvelle-Zélande, il entre à l'Université Daito Bunka (en) où il pratique le rugby à XV.
Après avoir obtenu son diplôme, en 2019, il rejoint les Black Rams Tokyo et fait sa première apparition en Top League contre Mie Honda Heat le 12 janvier 2020.
Le 12 juin 2023, il est appelé au camp d'entraînement de Miyazaki et obtient sa première sélection contre les Samoa lors des test matchs estivaux où il marque un essai en début de match.
Sélectionné pour la Coupe du monde de 2023, il marque 2 essais contre le Chili et 1 essai contre l'Argentine.